# Leioproctus metallicus
Leioproctus metallicus är en biart som först beskrevs av Smith 1853.  Leioproctus metallicus ingår i släktet Leioproctus och familjen korttungebin. Inga underarter finns listade i Catalogue of Life.